# Desa Sindangjaya (administrativ by i Indonesien, Jawa Barat, lat -6,90, long 107,68)
Desa Sindangjaya är en administrativ by i Indonesien.   Den ligger i provinsen Jawa Barat, i den västra delen av landet, 120 km sydost om huvudstaden Jakarta.